# 不破哲三
不破哲三（1930年1月26日—），日本政治家、共产主义者、日本共产党党员。本名上田建二郎，不破哲三是其笔名。
不破哲三出生在東京，其父母來自四国岛的高知县。毕业于东京大学理学部物理学科。1947年加入日本共产党。1964年当选日本共产党中央委员。1969年当选日本众议院议员，成功连任10届直到2003年。1970年就任日共书记局长。1982年至1987年以及1989年至2000年期间两度担任日本共产党干部会委员长。2000年至2006年1月14日期间担任日本共产党议长。2006年因高龄原因辞去日本共产党中央委员会议长之职，现任日本共产党中央委员会附属社会科学研究所所长。
不破哲三在担任日共干部会委员长期间，曾于1998年访问中华人民共和国，与當時中国共产党领导人江澤民交流，化解了日共与中共长达32年的对立。不破被視作日本共產黨的理論支柱並在該黨內擁有較強的影響力。